# Arts et Métiers (metrostation)
Arts et Métiers is een station van de metro in Parijs langs de metrolijnen 3 en 11 in het 3de arrondissement. Het station is vernoemd naar het nabijgelegen Conservatoire national des arts et métiers.
Het station werd in de jaren 1990 opnieuw ingericht naar aanleiding van de tweehonderdste verjaardag van het Conservatoire national des arts et métiers. Opvallend is de halte van lijn 11, die helemaal met koperplaten bedekt is in de Steampunk-stijl, naar een ontwerp van de Belgische striptekenaar François Schuiten gebaseerd op zijn stripreeks De duistere steden.
Pont de Levallois - Bécon · 
Anatole France · 
Louise Michel · 
Porte de Champerret · 
Pereire · 
Wagram · 
Malesherbes · 
Villiers · 
Europe · 
Saint-Lazare · 
Havre - Caumartin · 
Opéra · 
Quatre-Septembre · 
Bourse · 
Sentier · 
Réaumur - Sébastopol · 
Arts et Métiers · 
Temple · 
République · 
Parmentier · 
Rue Saint-Maur · 
Père Lachaise · 
Gambetta · 
Porte de Bagnolet · 
Gallieni
Châtelet · 
Hôtel de Ville · 
Rambuteau · 
Arts et Métiers · 
République · 
Goncourt · 
Belleville · 
Pyrénées · 
Jourdain · 
Place des Fêtes · 
Télégraphe · 
Porte des Lilas · 
Mairie des Lilas
Serge Gainsbourg · 
Romainville - Carnot · 
Montreuil - Hôpital · 
La Dhuys · 
Coteaux Beauclair · 
Rosny-Bois-Perrier